# Грос-месер
Гросс-ме́сер (нім. Großes Messer — «великий ніж») — вид німецького одноручного меча, який використовувався протягом 14-16 століть. Грос-месер був створений під впливом вигнутих шабель із Східної Європи, які своєю чергою зазнали впливу турецьких шабель.
Цей меч має значну схожість з фальшіоном. На початку 17 століття грос-месер еволюціонував в Тесак. Грос-месер був зброєю простолюдинів і не застосовувався професійними військовими. Для більшості воїнів простого походження основна зброя мала задовольняти декільком критеріям: бути дешевою, ефективною, простою в ремонті і бажано багатофункціональною. Грос-мессер відповідав усім цим вимогам — він був відчутно дешевшим інших мечів, відмінно підходив для пішої рубки, не мав складних елементів в конструкції.
Крім битв цей меч використовувався для повсякденної роботи. Грос-мессер мав клинок з викривленим лезом, яке переходило в кінець клинка. Його ефес включав в себе пряму поперечну гарду і нагель (нім. Nagel, дос. «цвях» — виступ, який йде від правого боку гарди уздовж клинка), щоб захистити руки фехтувальника. Вельми відомою частиною конструкції грос-месерів було прикріплення клинка до ефеса за допомогою дерев'яних пластин, затиснутих між двома збитими половинками руків'я. Також відомо те, що зазвичай навершя грос-месерів були витягнуті або зігнуті до однієї сторони ефеса (в сторону леза), ця особливість відома як «капелюшне навершя». Збережені екземпляри грос-месерів мають загальну довжину близько 1-1,2 м, з клинком довжиною близько 79 см, і вагою 1,1-1,4 кг. Володіння грос-месером було частиною навчального плану кількох посібників з фехтування в 14-15 століттях, включаючи Leckuchner, Codex Wallerstein і Albrecht Durer.